# Breyer
Breyer Animal Creations (eller kort Breyer) er en række hestemodeller i størrelsen 1⁄9. Alle hestene er portrætter af enten afdøde eller nulevende kendte heste. De er blevet produceret siden 1950, og er siden da det mest sælgende hestelegetøjsfirma.
En gang om året, i juni, er der Breyer Fest, hvor der er modelhesteauktioner, og hvor man kan møde de rigtige heste, der har inspireret Breyer. Breyer laver ikke kun 1⁄9 heste, men også heste i størrelsen 1⁄12 og 1⁄32. Breyer har også sit eget blad, kaldet Just about horse forkortet JAH med seks blade om året. I Danmark er Breyer ikke så udbredt, og den eneste større forhandler hedder Gila Horsefair, som hører sammen med Dansk Breyer Forening.